# Championnat du Chili de football 1985
Navigation
Saison précédente Saison suivante
La saison 1985 du Championnat du Chili de football est la cinquante-troisième édition du championnat de première division au Chili. Les vingt meilleurs clubs du pays sont regroupés au sein d'une poule unique où ils s'affrontent deux fois au cours de la saison, à domicile et à l'extérieur. À la fin du championnat, pour faire passer le championnat de 20 à 18 équipes, les trois derniers du classement sont relégués et remplacés par le champion de Segunda Division, la deuxième division chilienne.
C'est le Club de Deportes Cobreloa qui remporte le championnat cette saison après avoir terminé en tête du classement final, avec deux points d'avance sur le CD Everton de Viña del Mar et trois sur Colo Colo. C'est le troisième titre de champion du Chili de l'histoire du club.

## Les clubs participants
| - Colo Colo - CD Universidad Católica - CF Universidad de Chile - Unión Española - Club de Deportes Iquique - Deportes Naval de Talcahuano - Club de Deportes Cobreloa - Unión La Calera - Promu de Segunda Division - CD Everton de Viña del Mar - Unión San Felipe | - Club de Deportes Cobresal - CD San Luis de Quillota - CD San Marcos de Arica - Club Deportivo O'Higgins - CSD Rangers - Club Deportivo Palestino - Deportes Magallanes - Audax Italiano - Club Deportes Concepción - Promu de Segunda Division - Club Deportivo Huachipato |

## Compétition
Le barème utilisé pour établir le classement est le suivant :
- Victoire : 2 points
- Match nul : 1 point
- Défaite : 0 point

### Classement
| Rang | Équipe                       | Pts | J  | G  | N  | P  | Bp | Bc | Diff |
| ---- | ---------------------------- | --- | -- | -- | -- | -- | -- | -- | ---- |
| 1    | Club de Deportes Cobreloa    | 52  | 38 | 21 | 10 | 7  | 65 | 24 | +41  |
| 2    | CD Everton de Viña del Mar   | 50  | 38 | 19 | 12 | 7  | 43 | 33 | +10  |
| 3    | Colo ColoC                   | 49  | 38 | 19 | 11 | 8  | 58 | 35 | +23  |
| 4    | Unión Española               | 48  | 38 | 18 | 12 | 8  | 56 | 39 | +17  |
| 5    | Club de Deportes Cobresal    | 46  | 38 | 18 | 10 | 10 | 66 | 40 | +26  |
| 6    | Universidad Católica T       | 45  | 38 | 17 | 11 | 10 | 59 | 49 | +10  |
| 7    | Club Deportivo Palestino     | 40  | 38 | 14 | 12 | 12 | 66 | 56 | +10  |
| 8    | CSD Rangers                  | 40  | 38 | 14 | 12 | 12 | 45 | 41 | +4   |
| 9    | CF Universidad de Chile      | 39  | 38 | 15 | 9  | 14 | 55 | 55 | 0    |
| 10   | Deportes Magallanes          | 39  | 38 | 15 | 9  | 14 | 53 | 58 | -5   |
| 11   | Deportes Naval de Talcahuano | 38  | 38 | 12 | 14 | 12 | 51 | 48 | +3   |
| 12   | Club Deportivo Huachipato    | 36  | 38 | 12 | 12 | 14 | 33 | 45 | -12  |
| 13   | Unión La CaleraP             | 35  | 38 | 11 | 13 | 14 | 55 | 57 | -2   |
| 14   | Audax Italiano               | 34  | 38 | 12 | 10 | 16 | 37 | 44 | -7   |
| 15   | Club de Deportes Iquique     | 32  | 38 | 9  | 14 | 15 | 39 | 50 | -11  |
| 16   | Club Deportes ConcepciónP    | 31  | 38 | 10 | 11 | 17 | 34 | 59 | -25  |
| 17   | Unión San Felipe             | 30  | 38 | 8  | 14 | 16 | 30 | 49 | -19  |
| 18   | CD San Luis de Quillota      | 28  | 38 | 8  | 12 | 18 | 30 | 48 | -18  |
| 19   | CD San Marcos de Arica       | 27  | 38 | 7  | 13 | 18 | 40 | 58 | -18  |
| 20   | Club Deportivo O'Higgins     | 21  | 38 | 5  | 11 | 22 | 40 | 67 | -27  |

|  | Champion du Chili 1985                                                           |
|  | Qualification pour la Liguilla pré-Libertadores                                  |
|  | Relégation directe en Segunda Division                                           |
|  | T : Tenant du titre C : Vainqueur de la Copa Chile P : Promu de Segunda Division |

- Pour une raison indéterminée, c'est l'Unión La Calera qui descend en D2 en lieu et place du CD San Luis de Quillota.
- Les critères de qualification pour la Liguilla pré-Libertadores sont inconnus.

### Liguilla pré-Libertadores
| Rang | Équipe                     | Pts | J | G | N | P | Bp | Bc | Diff |
| ---- | -------------------------- | --- | - | - | - | - | -- | -- | ---- |
| 1    | CD Universidad Católica    | 5   | 3 | 2 | 1 | 0 | 5  | 3  | +2   |
| 2    | CSD Rangers                | 4   | 3 | 2 | 0 | 1 | 5  | 3  | +2   |
| 3    | CD Everton de Viña del Mar | 3   | 3 | 1 | 1 | 1 | 5  | 4  | +1   |
| 4    | Unión Española             | 0   | 3 | 0 | 0 | 3 | 2  | 7  | -5   |

|  | Qualification pour le barrage pré-Libertadores |

### Barrage pré-Libertadores
Pour compenser le décalage issu du rallongement de la saison 1983, les deux premiers de la Liguilla pré-Libertadores 1984 doivent affronter le champion et le vice-champion de cette saison pour déterminer les deux qualifiés pour la Copa Libertadores 1986. Étant donné que le CD Universidad Católica a remporté à la fois le championnat en 1984 et la Liguilla pré-Libertadores en 1985, le club est exempté de barrage et se qualifie directement. Les deux autres clubs concernés, Cobreloa (champion du Chili 1985) et Cobresal (deuxième de la Liguilla 1984), s'affrontent en matchs aller-retour.
| 18 janvier 1986 | Club de Deportes Cobreloa | 0 - 0 | Club de Deportes Cobresal | Estadio Municipal, Calama                    |
|                 |                           |       |                           | Spectateurs : 7 279 Arbitrage : Victor Ojeda |

| 22 janvier 1986 | Club de Deportes Cobresal   | 2 - 0 | Club de Deportes Cobreloa | Estadio El Cobre, El Salvador              |                                            |
|                 | Reyes 20-pen · Martinez 39e |       |                           | Spectateurs : 7 844 Arbitrage : Mario Lira | Spectateurs : 7 844 Arbitrage : Mario Lira |

## Bilan de la saison
| Championnat du Chili de football 1985 |                                                                 |
| Champion                              | Club de Deportes Cobreloa (3e titre)                            |
| Coupes et trophées                    |                                                                 |
| Vainqueur de la Coupe du Chili 1985   | Colo Colo                                                       |
| Qualifications continentales          |                                                                 |
| Copa Libertadores 1986                | CD Universidad Católica                                         |
| Copa Libertadores 1986                | Club de Deportes Cobresal                                       |
| Promotions et relégations             |                                                                 |
| Promus en Primera División            | CD Arturo Fernandez Vial                                        |
| Relégués en Segunda División          | Union La Calera CD San Marcos de Arica Club Deportivo O'Higgins |